# Суи (народ)
Су́и (альтернативные названия — лавен, тьру; самоназвание — джуру), один из бахнарских народов, обитающих на юге Лаоса, на плато Боловен, расположенном в междуречье Меконга и Конга. Численность лавен, по некоторым оценкам, достигает 30 тыс. человек. Говорят на бахнарском языке ловен (лавен, боловен, джуру или джру). Также распространён лаосский язык. Суи сохраняют традиционные анимистические верования, также есть буддисты.

## История
Около V века н. э. предки суи мигрировали из района Вьентьяна. Суи контактировали с местным австронезийским по языку населением. Подверглись влиянию кхмерской империи в средние века, а с XVII века усилили контакт с лао, у которых заимствовали сельскохозяйственные культуры и железные изделия.

## Род занятий
Традиционным занятием является — ручное подсечно-огневое земледелие. Выращивают рис, табак, кукурузу, коноплю, рами, кардамон. Жилища, одежда, пища суи, имеют много общих черт с лао. Также было распространено изготовление речных судов. Семья патрилокальная. Счет родства патрилинейный. Традиционными считаются верования в добрых и злых духов.